# 貝內特 (愛荷華州)
貝爾內特（英語：Bennett）是一個位於美國愛荷華州錫達縣的城市。

## 地理
貝爾內特的座標為41°44′27″N 90°58′28″W / 41.74083°N 90.97444°W，而該地的平均海拔高度為230米（即755英尺）。

## 人口
根據2010年美國人口普查的數據，貝爾內特的面積為0.52平方千米，當中陸地面積為0.52平方千米，而水域面積為0.00平方千米。當地共有人口405人，而人口密度為每平方千米778人。